# Tête d'affiche
 (août 2023).
Si vous disposez d'ouvrages ou d'articles de référence ou si vous connaissez des sites web de qualité traitant du thème abordé ici, merci de compléter l'article en donnant les références utiles à sa vérifiabilité et en les liant à la section « Notes et références ».

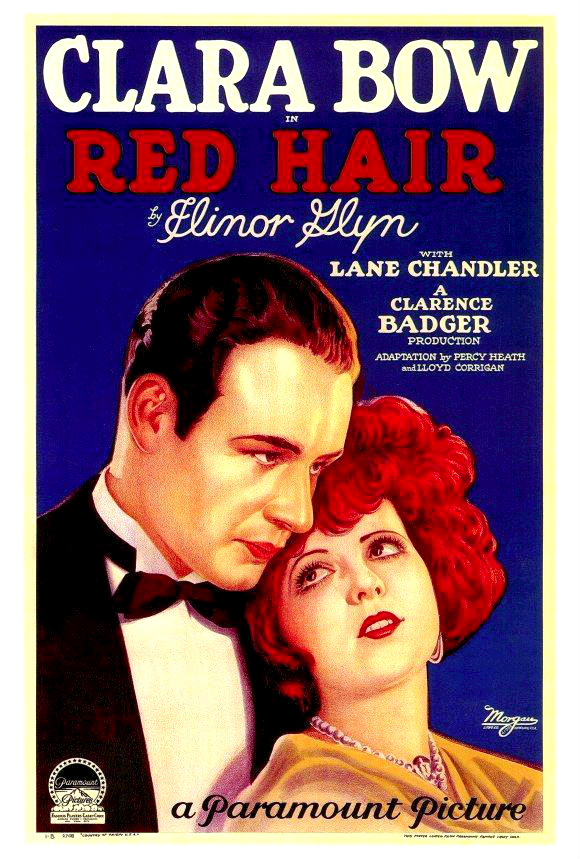
Affiche du film Red Hair (1928) avec Clara Bow en tête d'affiche.

Une tête d'affiche est le nom de la personnalité principale de la distribution (acteur, chanteur, etc.) d'une pièce de théâtre, d'un film, d'un concert ou toute autre manifestation, placé le plus « haut » sur l'affiche annonçant l'événement, et par conséquent, le premier nom que le passant aura tendance à lire. 
Sur certaines affiches, principalement au théâtre de boulevard, la place et la forme typographique de chaque nom (avant ou après le titre, encadré ou non) varie selon le degré de notoriété du comédien.
Sur les affiches de cinéma, la place, la taille et l'ordre des lettres sont négociés par les acteurs vedettes dans leur contrat. De fait, sur l'affiche, la place d'un nom peut être inversée par rapport à celle d'un autre nom, pour respecter cette obligation contractuelle. De même, il peut être prévu dans le contrat que le nom de l'interprète apparaisse avant le titre du film.
À l'inverse, certains acteurs de premier plan qui jouent un second rôle peuvent exiger dans leur contrat de ne pas apparaître « en tête d'affiche », afin de ne pas tromper le public.